# Боргомале
Боргомале, Борґомале (італ. Borgomale, п'єм. Bërgomà) — муніципалітет в Італії, у регіоні П'ємонт,  провінція Кунео.
Боргомале розташоване на відстані близько 470 км на північний захід від Рима, 65 км на південний схід від Турина, 55 км на північний схід від Кунео.
Населення — 395 осіб (2014).
Щорічний фестиваль відбувається 14 серпня. Покровитель — Madonna del Carmine.

## Демографія
Населення за роками:

Станом на 1 січня 2023 року в муніципалітеті офіційно проживало 17 іноземців з 6 країн.

## Сусідні муніципалітети
- Альба
- Беневелло
- Бозія
- Кастіно
- Лекуїо-Беррія
- Треццо-Тінелла